# Grimoaldo, o Moço
Grimoaldo II (◊ ? † 714), chamado o Moço, foi mordomo do palácio da Nêustria a partir de 695. Ele era filho de Pepino de Herstal e Plectrude e o seu pai o colocou no cargo de prefeito do palácio da Nêustria em 695, quando ele ainda era muito jovem. Ele se casou com Teodesinda (ou Teodelinda), filha de Radbod, rei dos frísios, tendo dois filhos: Teodoaldo e Arnoldo. Seus filhos lutaram para serem reconhecidos como herdeiros legítimos de Pepino de Herstal, por que Grimoaldo morreu antes de seu pai e o seu meio-irmão bastardo Carlos Martel usurpou as terras e títulos do pai.

## Pais
♂ Pepino de Herstal (◊ c. 635 † 714)
♀ Plectrude (◊ ? depois de † 717)

## Casamentos e filhos
- com Teodesinda (◊ ? † ?)

1. Teodoaldo (◊ c. 708 † c. 741)
2. Arnoldo (◊ ? † ?)